# Scincella punctatolineata
Espèce
Synonymes
- Lygosoma punctatolineatum Boulenger, 1893
- Leiolopisma punctatolineatum (Boulenger, 1893)
- Scincella punctatolineatum (Boulenger, 1893)
- Leiolopisma tavesae Smith, 1935

Statut de conservation UICN

 LC  : Préoccupation mineure
Scincella punctatolineata est une espèce de sauriens de la famille des Scincidae.

## Répartition

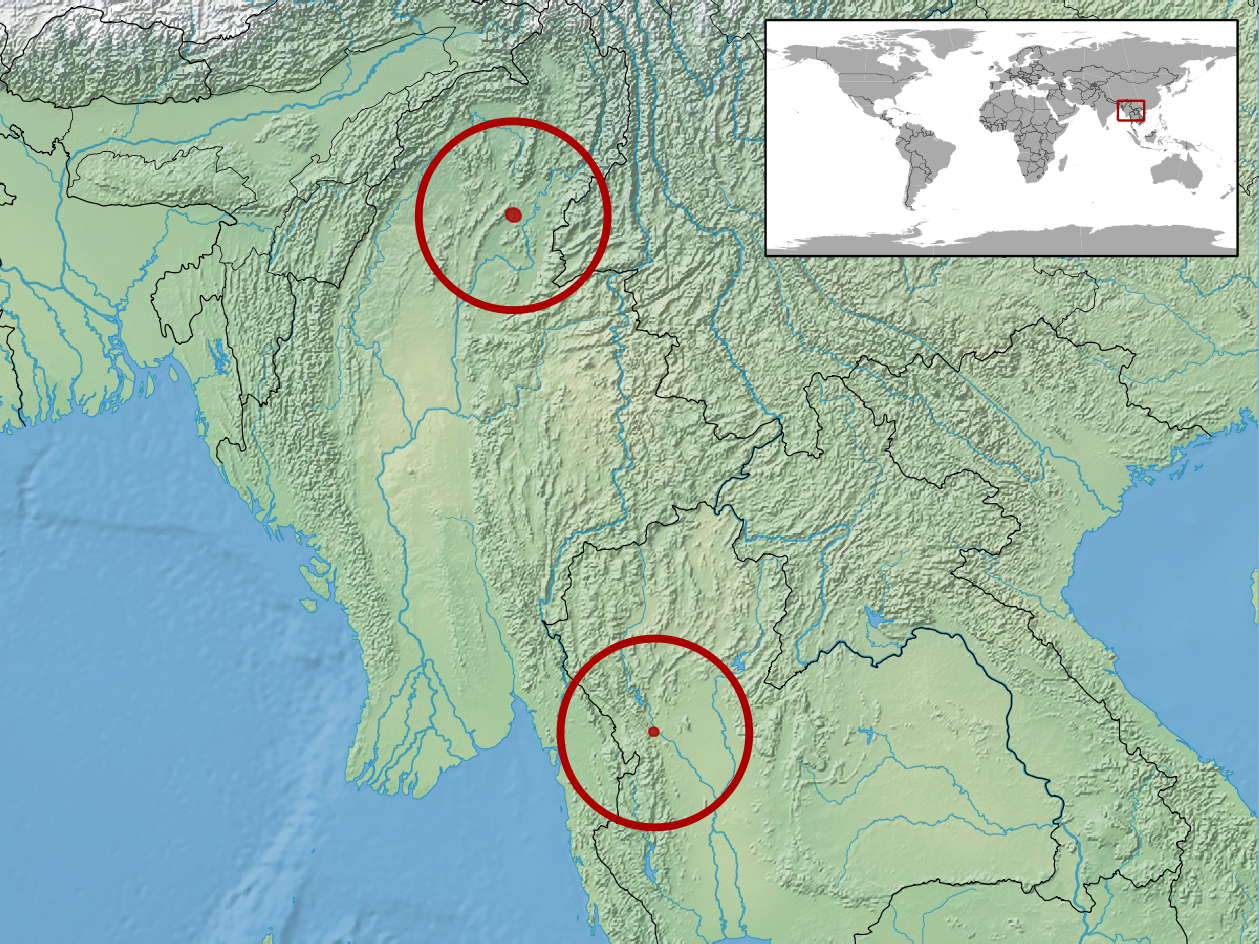
Répartition de l'espèce.

Cette espèce se rencontre :
- dans l'ouest de la Thaïlande ;
- dans le sud-est de la Birmanie.

## Publication originale
- Boulenger, 1893 : Viaggio di Leonardo Fea in Birmania e regioni vicine LII. Concluding report on the reptiles and batrachians obtained in Burma by Signor L. Fea, dealing with the collection made in Pegu and the Karin Hills in 1887–8. Annali del Museo Civico di Storia Naturale di Genova, sér. 2, vol. 13, p. 304–347 (texte intégral).